# درون جنگل
درون جنگل (به انگلیسی: Into the Forest) یک فیلم درام علمی–تخیلی کانادایی به نویسندگی و کارگردانی پاتریشا روزما است که بر اساس کتابی به همین نام نوشتهٔ جین هگلند ساخته شده است. در این فیلم بازیگرانی همچون الن پیج، ایوان ریچل وود، مکس مینگلا، کلوم کیت رنی، مایکل اکلند و وندی کروسون ایفای نقش کرده‌اند. نخستین نمایش فیلم در تاریخ ۱۲ سپتامبر ۲۰۱۵ و در طی جشنواره بین‌المللی فیلم تورنتو بود و سپس در ۳ ژوئن ۲۰۱۶ در کشور کانادا اکران شد.